# Široká Niva
Široká Niva (in tedesco Breitenau) è un comune della Repubblica Ceca facente parte del distretto di Bruntál, nella regione della Moravia-Slesia.